# Culicoides pungens
Culicoides pungens är en tvåvingeart som beskrevs av Johannes Cornelis Hendrik de Meijere 1909. Culicoides pungens ingår i släktet Culicoides och familjen svidknott.